# Santa Maria Maior (Chaves)
Santa Maria Maior is een plaats (freguesia) in de Portugese gemeente Chaves en telt 12 260 inwoners (2001).